# Eduardo Scala
Eduardo Scala (Madrid, 11 de junio de 1945), es un poeta, artista y ajedrecista español. 
Desde la adolescencia se ha mostrado como un creador solitario, polifacético e inclasificable. Su radical trabajo se caracteriza por situarse en los límites de los límites. Arde toda su obra literaria en 1971, y con Geometría del éxtasis (1974) inicia el proyecto del libro total, donde la escritura, tipografía, medida del volumen, nombre de la calle de la imprenta, constituyen y manifiestan el poema. 
En 1977, crea una cooperativa editorial para sufragar sus raros libros fuera del mercado, algunos compuestos a mano con tipos móviles. Sus 77 coeditores son nombres importantes de la cultura española que reconocieron su obra, que en la actualidad cuenta con más de cuarenta títulos. Su Cántico de la Unidad, basado en la disolución de los opuestos a través de la síntesis extrema o no-dualidad, SOLUNA, los juegos lingüísticos –anagramas y palíndromos llevados a la trascendencia– como soportes de meditación, Sacrogramas, el silencio, la desapropiación lenguaje y la desaparición del autor: «la palabra es el poeta». Sus libros de poemas forman una constelación de nuevos modelos, manifestación de un sistema poético verbal-visual, VISUALABREV.  «Soy un humilde resonador –escribe Scala–, un obrero de la constricción. Elijo el término sin término y transcribo el micro-macro poema semejante al signo del 8, bucle o rizoma del grano de mostaza evangélico". 

## Obra
Su obra propone lo que se llama "poesía verbal-visual", por la disposición de las letras y el valor plásticos de las mismas en el espacio de la página.
- Elegías paralelas (1974)
- Círculo (1979)
- Poesía. Cántico de la Unidad 1974-99 (1999).
  - Este libro incluye siete poemarios: Geometría del éxtasis (1972-1974), SOLUNA (1977-1993), Cuaderno de agua (1977-1983), Ars de Job (1987-1990), Infinitivo (Variaciones) (1992-1995), V.I.T.R.I.O.L. (1993-1995) y Libro de La Palabra de Las Palabras (1979-1997).

- La semilla de Sissa (1999).
- Universo (2001).
- Red/tratos (2003).[3]
- Ger-un-dios (2005).
- Poesíarquitectura (2007).

A principios de 2010, una selección de su obra (tanto inédita como otras ya publicadas) se publica en CONTRAPOESÍA, antilogía de poetas reversados; junto a la obra de Pedro Casariego Córdoba, Arturo Martí y Gonzalo Escarpa.
En mayo de 2010, la Editorial Delirio ha reeditado "La semilla de Sissa", edición que incluye 32 nuevos aforismos, el diálogo entre Eduardo Scala y Yuri Averbach, la entrevista del autor con Antonio Gude, y todo esto prologado por Juan Escourido Muriel. La edición, de 64 páginas, comprende 512 ejemplares, de los cuales 256 están encuadernados en blanco y 256 en negro, con lo que se forman 8 tableros completos del Juego de Juegos.

## Exposiciones
Ha realizado diversas exposiciones de artes plásticas, entre ellas:
- 2007 Poesíarquitectura, en el Museo Municipal de Arte Contemporáneo de Madrid (MAC).
- 2007 POE+EDIFICIOS en el Congreso de los Diputados, Madrid.[5]
- 2008 Scaligrafías, en la Galería Pelayo 47.

## Ajedrez
Tras ganar diversos torneos y el Campeonato Juvenil de Madrid en 1963, se retira de las competiciones después de adjudicarse el Torneo Ciudad de Burgos en 1967 por entender el ajedrez como arte y sistema de conocimiento (A-Z). Profesor de ajedrez, crea una de las primeras aulas en España: Colegio Cerrado de Calderón en Málaga (1973-1975). Imparte cursos de AjedreZ Trascendental en Málaga –años setenta– y poco después en Madrid en un centro de enseñanza de lenguas: «Aprenda el milenario y moderno idioma del silencio: AjedreZ». Crea el Taller d’Escacs itinerante donde da múltiples cursos en Mallorca de 1985 a 1989. Publica durante dos décadas más de 6.000 diagramas en la prensa española, con combinaciones magistrales explicadas por aforismos de místicos, poetas o filósofos universales. Microcosmo, Diario de Mallorca, Ajedrez y La Razón, fueron las publicaciones en las que aparecieron sus últimos diagramas.

## Premios
- 2008 Premio de Arte Gráfico "Lucio Muñoz", Premios Villa de Madrid, por su exposición Poesiarquitectura.[1]